# Christopher William Stearns
Christopher William Stearns (New York, 19 dicembre 1948 – San Clemente, 20 novembre 2009) è stato un attore statunitense, primo attore bambino a far parte del cast principale di una sit-com televisiva nella serie Mary Kay and Johnny dal 1948 al 1950.

## Biografia
Christopher William Stearns è un attore bambino suo malgrado, sempre che tale lo si possa propriamente definire. Figlio degli attori John Stearns e Mary Kay Stearns nasce nel 1948 quando i suoi genitori erano impegnati dal 1947 in quella che in assoluto fu la prima sitcom della televisione americana. Il programma Mary Kay and Johnny aveva riscosso un grande successo ed era giunto alla sua seconda stagione. La storia descriveva le tante piccole vicende di una coppia, Mary Kay e Johnny, novelli sposi nella finzione così come nella vita reale. Né la nascita del bambino né tanto meno la sua presenza nel programma erano state in alcun modo programmate. Quando la madre restò incinta si cercò per qualche tempo di nascondere la gravidanza. Poi si decise che la cosa migliore era di inserire il nuovo arrivato come personaggio nella vicenda. La serie del resto si contraddistingueva per un approccio molto diretto e realistico alla vita matrimoniale. Christopher ha così il primato di essere il primo bambino della cui imminente nascita sia stato fatto partecipe il pubblico dei telespettatori, che lo vedrà poi crescere in tempo reale all'interno della serie televisiva. Dieci giorni dopo la sua nascita il bambino faceva già il suo debutto sullo schermo, il 31 dicembre 1948, rimanendovi poi fino alla conclusione della terza e ultima stagione della serie, l'11 marzo 1950.
A causa della distruzione degli archivi, a testimonianza della partecipazione del bambino al programma restano solo pochi frammenti ed alcune fotografie. Christopher era solo un neonato (e questa rimarrà la sua unica esperienza davanti alla macchina da presa), ma la sua presenza provò che i bambini potevano contribuire grandemente anche al successo di una serie televisiva. La sua esperienza fece da apripista ai primi attori bambini che dal 1949 si affermeranno alla televisione, da Arlene McQuade (The Goldbergs, 1949-54) a Robin Morgan (Mama, 1949-56) e Judy Nugent e Jimmy Hawkins (The Ruggles, 1949-52).
Christopher William Stears muore in California nel 2009.

## Filmografia
- Mary Kay and Johnny, serie TV - cast principale, 2 stagioni (1948-1950)